# Lotus 3-Eleven

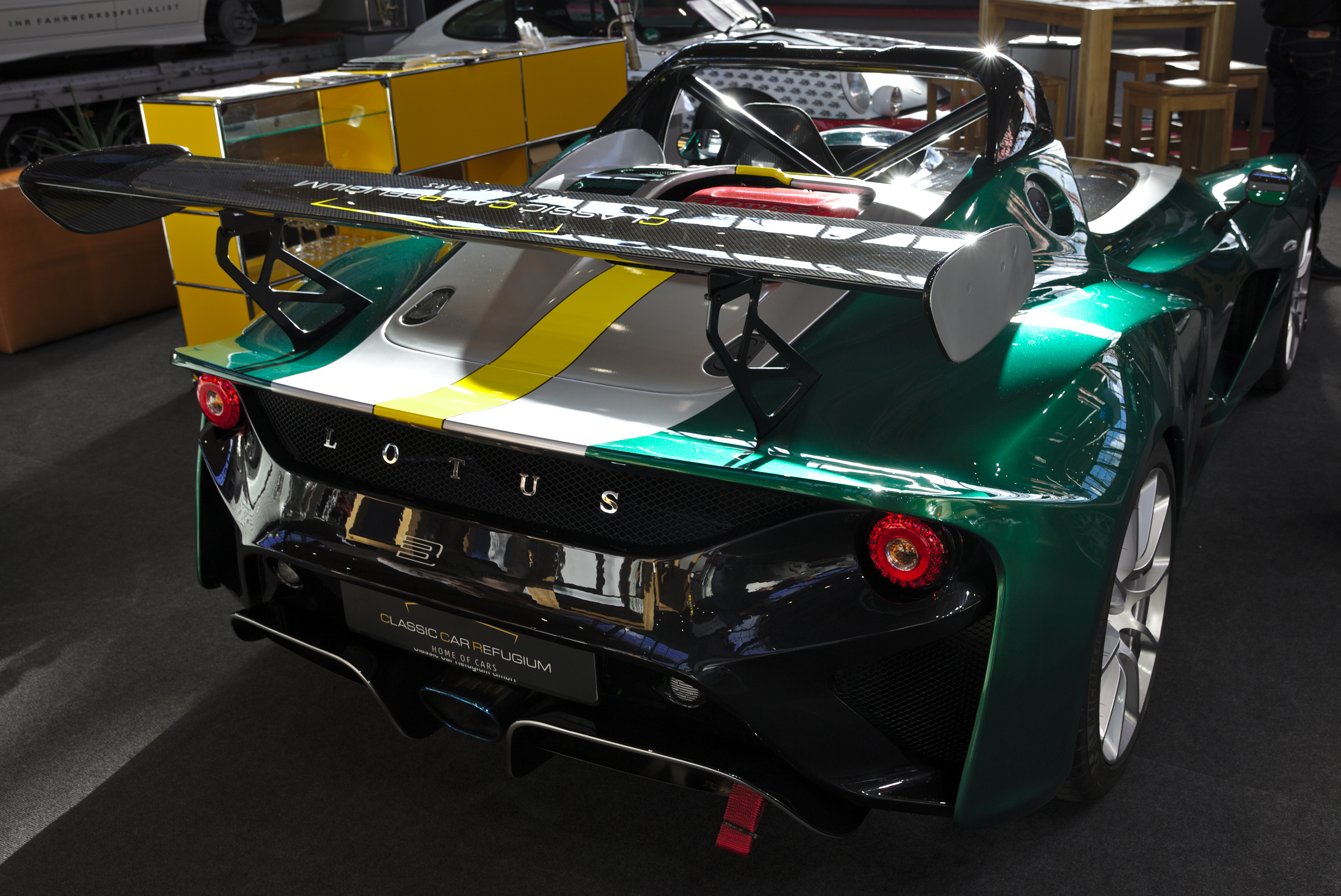
Heckansicht

Der Lotus 3-Eleven ist der Nachfolger des bis Mitte 2011 gebauten Lotus 2-Eleven.

## Geschichte
Der Roadster, der ab März 2016 verkauft wurde und dessen Stückzahl auf 311 Exemplare limitiert ist, wurde auf dem Goodwood Festival of Speed im Juni 2015 angekündigt. Vorgestellt wurde er auf der IAA 2015 in Frankfurt am Main.

## Technik
Der Monocoque-Rahmen des 3-Eleven ist aus Aluminium-Strangpressprofilen und -blechen zusammengeklebt. Die Klebestellen sind mit Nieten gegen Abschälen gesichert. Die türlose Karosserie besteht aus kohlenstofffaserverstärktem Kunststoff. Gegen Aufpreis ist eine Abdeckung für den Beifahrerplatz erhältlich, die den Strömungswiderstand des ansonsten offenen Cockpits verringert.
Angetrieben wird der Wagen von einem 3,5-Liter-V6-Motor mit Kompressor von Toyota, den Lotus auch im Evora verwendet. Er ist in zwei Varianten erhältlich, einer 306 kW (416 PS) starken Road-Version mit Sechsgang-Schaltgetriebe und einer 343 kW (466 PS) starken Race-Version mit einem sequentiellen Sechsganggetriebe von Xtrac, beide mit einem Torsensperrdifferential. Der aufgeladene Motor ist quer hinter den Sitzen eingebaut und treibt die Hinterräder an. Die Race-Version erreicht 280 km/h Höchstgeschwindigkeit, die Road-Version 290 km/h.
Die Räder sind rundum einzeln an Doppelquerlenkern aufgehängt, an beiden Achsen sind Stabilisatoren eingebaut. Die Räder (vorn 18, hinten 19 Zoll) sind geschmiedet, die Vorderräder tragen 225/40-ZR18-Reifen, hinten sind 275/35-ZR19-Reifen aufgezogen. Die Bremse arbeitet serienmäßig mit Antiblockiersystem und Bremsservo. An allen Rädern sitzen innenbelüftete Scheibenbremsen.

## 3-Eleven 430
Im Februar 2018 präsentierte Lotus den auf 20 Exemplare limitierten 3-Eleven 430. Gegenüber der Road-Variante wurde die Leistung des Motors auf 321 kW (436 PS) gesteigert. Das Sondermodell beschleunigt in 3,2 Sekunden auf 100 km/h und erreicht eine Höchstgeschwindigkeit von 290 km/h.

## Technische Daten
|                                             | Road                   | 430                    | Race                          |
| Bauzeitraum                                 | 03/2016–12/2017        | 02/2018–Mitte 2018     | 03/2016–12/2017               |
| Motorkenndaten                              |                        |                        |                               |
| Motortyp                                    | V6-Ottomotor           | V6-Ottomotor           | V6-Ottomotor                  |
| Hubraum                                     | 3456 cm³               | 3456 cm³               | 3456 cm³                      |
| max. Leistung bei min−1                     | 306 kW (416 PS) / 7000 | 321 kW (436 PS) / 7000 | 343 kW (466 PS) / 7000        |
| max. Drehmoment bei min−1                   | 410 Nm / 3000          | 440 Nm / 4500          | 525 Nm / 3500                 |
| Kraftübertragung                            |                        |                        |                               |
| Antrieb, serienmäßig                        | Hinterradantrieb       | Hinterradantrieb       | Hinterradantrieb              |
| Getriebe, serienmäßig                       | 6-Gang-Schaltgetriebe  | 6-Gang-Schaltgetriebe  | sequentielles 6-Gang-Getriebe |
| Messwerte                                   |                        |                        |                               |
| Höchstgeschwindigkeit                       | 290 km/h               | 290 km/h               | 280 km/h                      |
| Beschleunigung, 0–100 km/h                  | 3,4 s                  | 3,2 s                  | 3,0 s                         |
| Kraftstoffverbrauch auf 100 km (kombiniert) | 9,7 l Super            |                        | 9,7 l Super                   |
| CO2-Emissionen (kombiniert)                 | 225 g/km               |                        | 225 g/km                      |
| Leergewicht                                 | 925 kg                 | 920 kg                 | 890 kg                        |
| Tankinhalt                                  | 40 l                   |                        | 70 l                          |